# Pave Benedikt 14.
Pave Benedikt 14., født Prospero Lorenzo Lambertini (31. marts 1675 i Bologna – 3. maj 1758 i Rom) var pave fra 1740 til 1758.
22. december 1741 udsendte han den pavelige bulle Immensa Pastorum principis, som gjorde det forbudt at gøre den indfødte befolkning i Amerika og andre steder til slaver. Benedict var også ansvarlig for, sammen med kardinal Passionei, man begyndte at katalogisere bøgerne i Vatikanets bibliotek. Desuden bestilte han det hidtil mest præcise kort over Rom, Pianta Grande di Roma, af arkitekten Giambattista Nolli. 
| Efterfulgte: Clemens 12. | Pave 1740–1758 | Efterfulgtes af: Clemens 13. |

1. ↑  Navnet er anført på engelsk og stammer fra Wikidata hvor navnet endnu ikke findes på dansk.